# Borowski Peak
Der Borowski Peak ist ein kleiner, markanter und 1176 m hoher Berggipfel im Australischen Antarktis-Territorium. In den Nebraska Peaks der Britannia Range ragt er 9 km südwestlich des Rand Peak auf.
Das Advisory Committee on Antarctic Names benannte den Berg im Jahr 2000 nach dem deutschen Geophysiker Daniel Borowski vom Alfred-Wegener-Institut in Bremerhaven, der von 1974 bis 1975 am Ross-Schelfeis-Projekt des United States Antarctic Research Program beteiligt war.